# 알렉산드라 마리아 라라
알렉산드라 마리아 라라(이전성 플러터레아누 (Plătăreanu), 독일어: Alexandra Maria Lara, 1978년 11월 12일 ~ )는 루마니아 태생의 독일의 배우이다.

## 생애
1978년 11월 12일 루마니아 인민 공화국 부쿠레슈티에서 태어났다. 아버지는 부카레스트 국립극장의 부감독이었고, 어머니는 언어학자였다. 1983년 공산당의 독재를 피해 루마니아를 떠나 독일으로 이주했다. 아버지는 베를린에서 연기를 가르쳤고, 샤를로텐부르크 연기학교를 세웠다. 아비투어를 치고, 1997년부터 2000년까지 아버지의 학교에서 연기를 배웠다.

## 필모그래피

### 영화
- 2004년 - 다운폴
- 2008년 - 바더 마인호프
- 2013년 - 러시: 더 라이벌
- 2017년 - 지오스톰

### 드라마
- 2002년 - 나폴레옹 (A&E) : 마리 발리브스카 백작부인 역